# 日本の鉄道駅一覧 ふ-ほ
| あ | い | う-え   | お        | か    | き | く-け |
| こ | さ | し-しも | しや-しん | す-そ | た | ち-て |
| と | な | に      | ぬ-の     | は    | ひ | ふ-ほ |
| ま | み | む-も   | や-わ行   |       |    |       |

日本の鉄道駅一覧 ふ-ほは、日本の鉄道駅のうち、ふ、へ、ほで始まるものの一覧である。

## ふ
- ファミリー公園前駅（ファミリーこうえんまええき）
- 風連駅（ふうれんえき）
- フェリーターミナル駅
- 深井駅（ふかいえき）
- 深浦駅（ふかうらえき）
- 深江駅（ふかええき）
- 深江橋駅（ふかえばしえき）
- 深川駅（ふかがわえき）
- 深田駅（ふかたえき）
- 深戸駅（ふかどえき）
- 深堀町停留場（ふかぼりちょうていりゅうじょう）
- 深溝駅（ふかみぞえき）
- 深谷駅（ふかやえき）
- ふかや花園駅（ふかやはなぞのえき）
- 富貴駅（ふきえき）
- 吹上駅 (埼玉県)（ふきあげえき・東日本旅客鉄道高崎線）
- 吹上駅 (愛知県)（ふきあげえき・名古屋市営地下鉄桜通線）
- 福駅（ふくえき）
- 福居駅（ふくいえき・東武伊勢崎線）
- 福井駅 (福井県)（ふくいえき・西日本旅客鉄道北陸本線・えちぜん鉄道勝山永平寺線）
- 福井駅 (岡山県)（ふくいえき・水島臨海鉄道水島本線）
- 福井駅停留場（ふくいえきていりゅうじょう）
- 福井口駅（ふくいぐちえき）
- 福井城址大名町駅（ふくいじょうしだいみょうまちえき）
- 福浦駅（ふくうらえき）
- 福江駅（ふくええき）
- 福岡駅（ふくおかえき）
- 福岡貨物ターミナル駅（ふくおかかもつターミナルえき）
- 福岡空港駅（ふくおかくうこうえき）
- 福音寺駅（ふくおんじえき）
- 福神駅（ふくがみえき）
- 福川駅（ふくがわえき）
- 福崎駅（ふくさきえき）
- 福島駅 (福島県)（ふくしまえき・東日本旅客鉄道東北新幹線・東北本線・奥羽本線・阿武隈急行線・福島交通飯坂線）
- 福島駅 (JR西日本)（ふくしまえき・西日本旅客鉄道大阪環状線）
- 福島駅 (阪神)（ふくしまえき・阪神本線）
- 福島今町駅（ふくしまいままちえき）
- 福島学院前駅（ふくしまがくいんまええき）
- 福島口駅（ふくしまぐちえき）
- 福島高松駅（ふくしまたかまつえき）
- 福島町停留場（ふくしまちょうていりゅうじょう）
- 福住駅（ふくずみえき）
- 福大前駅（ふくだいまええき）
- 福大前西福井駅（ふくだいまえにしふくいえき）
- 福田町駅（ふくだまちえき）
- 福俵駅（ふくたわらえき）
- 福地駅（ふくちえき）
- 福知山駅（ふくちやまえき）
- 福知山市民病院口駅（ふくちやましみんびょういんぐちえき）
- 福野駅 (富山県)（ふくのえき・西日本旅客鉄道城端線）
- 福野駅 (岐阜県)（ふくのえき・長良川鉄道越美南線）
- 福原駅（ふくはらえき）
- 福部駅（ふくべえき）
- 福間駅（ふくまえき）
- 福光駅（ふくみつえき）
- 福山駅（ふくやまえき）
- 福用駅（ふくようえき）
- 福吉駅（ふくよしえき）
- 吹浦駅（ふくらえき）
- 袋駅（ふくろえき）
- 袋井駅（ふくろいえき）
- 袋倉駅（ふくろぐらえき）
- 袋田駅（ふくろだえき）
- 袋町停留場（ふくろまちていりゅうじょう）
- 福渡駅（ふくわたりえき）
- 深日港駅（ふけこうえき）
- 深日町駅（ふけちょうえき）
- 深郷田駅（ふこうだえき）
- 布佐駅（ふさえき）
- 房前駅（ふさざきえき）
- 総元駅（ふさもとえき）
- 富士駅（ふじえき）
- 仏子駅（ぶしえき）
- 藤井駅（ふじいえき）
- 藤井寺駅（ふじいでらえき）
- 藤江駅（ふじええき）
- 藤枝駅（ふじえだえき）
- 藤岡駅（ふじおかえき・東武日光線）
- 富士岡駅（ふじおかえき・東海旅客鉄道御殿場線）
- 藤が丘駅 (神奈川県)（ふじがおかえき・東急田園都市線）
- 藤が丘駅 (愛知県)（ふじがおかえき・名古屋市営地下鉄東山線・愛知高速交通東部丘陵線）
- 富士川駅（ふじかわえき・東海旅客鉄道東海道本線）
- 藤川駅（ふじかわえき・名鉄名古屋本線）
- 伏木駅（ふしきえき）
- 富士急ハイランド駅（ふじきゅうハイランドえき）
- 不二越駅（ふじこしえき）
- 藤阪駅（ふじさかえき）
- 藤崎駅 (青森県)（ふじさきえき・東日本旅客鉄道五能線）
- 藤崎駅 (福岡県)（ふじさきえき・福岡市地下鉄空港線）
- 藤崎宮前駅（ふじさきぐうまええき）
- 藤沢駅（ふじさわえき）
- 藤沢本町駅（ふじさわほんまちえき）
- 富士山駅（ふじさんえき）
- 藤島駅（ふじしまえき）
- 藤代駅（ふじしろえき）
- 藤田駅（ふじたえき）
- 藤棚駅（ふじたなえき）
- フジテック前駅（フジテックまええき）
- 藤浪駅（ふじなみえき・名鉄津島線）
- 藤並駅（ふじなみえき・西日本旅客鉄道紀勢本線）
- 藤根駅（ふじねえき・東日本旅客鉄道北上線）
- 富士根駅（ふじねえき・東海旅客鉄道身延線）
- 藤野駅（ふじのえき）
- 藤の牛島駅（ふじのうしじまえき）
- 藤ノ木駅（ふじのきえき）
- 富士宮駅（ふじのみやえき）
- 藤森駅（ふじのもりえき）
- 富士フイルム前駅（ふじフイルムまええき）
- 富士松駅（ふじまつえき）
- 伏見駅 (愛知県)（ふしみえき・名古屋市営地下鉄東山線・鶴舞線）
- 伏見駅 (京都府)（ふしみえき・近鉄京都線）
- 富士見駅（ふじみえき）
- 伏見稲荷駅（ふしみいなりえき）
- 富士見ヶ丘駅（ふじみがおかえき）
- 富士見台駅（ふじみだいえき）
- 富士見町駅 (神奈川県)（ふじみちょうえき・湘南モノレール江の島線）
- 富士見町駅 (鳥取県)（ふじみちょうえき・西日本旅客鉄道境線）
- ふじみ野駅（ふじみのえき）
- 伏見桃山駅（ふしみももやまえき）
- 伏屋駅（ふしやえき）
- 富士山下駅（ふじやましたえき）
- 藤生駅（ふじゅうえき）
- 武州荒木駅（ぶしゅうあらきえき）
- 武州唐沢駅（ぶしゅうからさわえき）
- 武州中川駅（ぶしゅうなかがわえき）
- 武州長瀬駅（ぶしゅうながせえき）
- 武州原谷駅（ぶしゅうはらやえき）
- 武州日野駅（ぶしゅうひのえき）
- 布施駅（ふせえき）
- 伏石駅（ふせいしえき）
- 豊前大熊駅（ぶぜんおおくまえき）
- 豊前川崎駅（ぶぜんかわさきえき）
- 豊前松江駅（ぶぜんしょうええき）
- 豊前善光寺駅（ぶぜんぜんこうじえき）
- 豊前長洲駅（ぶぜんながすえき）
- 豊前桝田駅（ぶぜんますだえき）
- 扶桑駅（ふそうえき）
- 附属中学前駅（ふぞくちゅうがくまええき）
- 布田駅（ふだえき）
- 普代駅（ふだいえき）
- 双岩駅（ふたいわえき）
- 二川駅（ふたがわえき）
- 札木停留場（ふだぎていりゅうじょう）
- 二子駅（ふたごえき）
- 二子新地駅（ふたこしんちえき）
- 二子玉川駅（ふたこたまがわえき）
- 二島駅（ふたじまえき）
- 二田駅（ふただえき）
- 二ツ井駅（ふたついえき）
- 二ツ杁駅（ふたついりえき）
- 二塚駅（ふたつかえき）
- 二名駅（ふたなえき）
- 双葉駅（ふたばえき）
- 二股駅（ふたまたえき・北海道旅客鉄道函館本線）
- 二俣駅（ふたまたえき・京都丹後鉄道宮福線）
- 二俣尾駅（ふたまたおえき）
- 二俣川駅（ふたまたがわえき）
- 二俣新町駅（ふたまたしんまちえき）
- 二俣本町駅（ふたまたほんまちえき）
- 二見浦駅（ふたみのうらえき）
- 二和向台駅（ふたわむこうだいえき）
- 淵垣駅（ふちがきえき）
- 渕高駅（ふちだかえき）
- 淵野辺駅（ふちのべえき）
- 府中駅 (東京都)（ふちゅうえき・京王電鉄京王線）
- 府中駅 (京都府)（ふちゅうえき・丹後海陸交通天橋立鋼索鉄道）
- 府中駅 (広島県)（ふちゅうえき・西日本旅客鉄道福塩線）
- 婦中鵜坂駅（ふちゅううさかえき）
- 府中競馬正門前駅（ふちゅうけいばせいもんまええき）
- 府中本町駅（ふちゅうほんまちえき）
- 二日市駅（ふつかいちえき）
- 福工大前駅（ふっこうだいまええき）
- 吹越駅（ふっこしえき）
- 福生駅（ふっさえき）
- 仏生山駅（ぶっしょうざんえき）
- 富戸駅（ふとえき）
- 不動院前駅（ふどういんまええき）
- 不動前駅（ふどうまええき）
- 太海駅（ふとみえき・東日本旅客鉄道内房線）
- 太美駅（ふとみえき・北海道旅客鉄道札沼線）
- 舟入川口町停留場（ふないりかわぐちちょうていりゅうじょう）
- 舟入幸町停留場（ふないりさいわいちょうていりゅうじょう）
- 舟入本町停留場（ふないりほんまちていりゅうじょう）
- 舟入町停留場（ふないりまちていりゅうじょう）
- 舟入南停留場（ふないりみなみていりゅうじょう）
- 船尾停留場（ふなおていりゅうじょう・阪堺電気軌道阪堺線）
- 船尾駅（ふなおえき・九州旅客鉄道後藤寺線）
- 船岡駅 (宮城県)（ふなおかえき・東日本旅客鉄道東北本線）
- 船岡駅 (京都府)（ふなおかえき・西日本旅客鉄道山陰本線）
- 舟形駅（ふながたえき）
- 船越駅（ふなこしえき）
- 船津駅 (三重県紀北町)（ふなつえき・東海旅客鉄道紀勢本線）
- 船津駅 (三重県鳥羽市)（ふなつえき・近鉄志摩線）
- 船戸駅（ふなとえき・西日本旅客鉄道和歌山線）
- 舟戸停留場（ふなとていりゅうじょう・とさでん交通後免線）
- 船橋駅（ふなばしえき）
- 船橋競馬場駅（ふなばしけいばじょうえき）
- 船橋日大前駅（ふなばしにちだいまええき）
- 船橋法典駅（ふなばしほうてんえき）
- 船平山駅（ふなひらやまえき）
- 船堀駅（ふなぼりえき）
- 船町駅（ふなまちえき）
- 船町口駅（ふなまちぐちえき）
- 船見町駅（ふなみちょうえき）
- 船引駅（ふねひきえき）
- 分倍河原駅（ぶばいがわらえき）
- 文挟駅（ふばさみえき）
- 文の里駅（ふみのさとえき）
- 府屋駅（ふやえき）
- 富良野駅（ふらのえき）
- フラワータウン駅
- 古市駅 (大阪府)（ふるいちえき・近鉄南大阪線・長野線）
- 古市駅 (兵庫県)（ふるいちえき・西日本旅客鉄道福知山線）
- 古市駅 (広島県)（ふるいちえき・広島高速交通広島新交通1号線）
- 古市橋駅（ふるいちばしえき）
- フルーツパーク駅
- 古江駅（ふるええき）
- 古川駅（ふるかわえき）
- 古川橋駅（ふるかわばしえき）
- 古口駅（ふるくちえき）
- 古国府駅（ふるごうえき）
- ふるさと公園駅（ふるさとこうえんえき）
- 古山駅（ふるさんえき）
- 古島駅（ふるじまえき）
- 古庄駅（ふるしょうえき）
- 古高松駅（ふるたかまつえき）
- 古高松南駅（ふるたかまつみなみえき）
- 古館駅（ふるだてえき）
- 古津駅（ふるつえき）
- 古間駅（ふるまえき）
- ふれあい生力駅（ふれあいしょうりきえき）
- 不破一色駅（ふわいしきえき）
- 文化の森駅（ぶんかのもりえき）
- 豊後荻駅（ぶんごおぎえき）
- 豊後清川駅（ぶんごきよかわえき）
- 豊後国分駅（ぶんごこくぶえき）
- 豊後竹田駅（ぶんごたけたえき）
- 豊後豊岡駅（ぶんごとよおかえき）
- 豊後中川駅（ぶんごなかがわえき）
- 豊後中村駅（ぶんごなかむらえき）
- 豊後三芳駅（ぶんごみよしえき）
- 豊後森駅（ぶんごもりえき）
- 分水駅（ぶんすいえき）

## へ
- 平安通駅（へいあんどおりえき）
- ベイサイド・ステーション駅
- 平城駅（へいじょうえき）
- 平成駅（へいせいえき）
- 平田駅 (岩手県)（へいたえき・三陸鉄道南リアス線）
- 平津駅（へいづえき）
- 平和駅（へいわえき）
- 平和公園停留場（へいわこうえんていりゅうじょう）
- 平和島駅（へいわじまえき）
- 平和台駅 (千葉県)（へいわだいえき・流鉄流山線）
- 平和台駅 (東京都)（へいわだいえき・東京地下鉄有楽町線・副都心線）
- 平和通駅（へいわどおりえき）
- 平和通一丁目停留場（へいわどおりいっちょうめていりゅうじょう）
- 辺川駅（へがわえき）
- 碧海古井駅（へきかいふるいえき）
- 碧南駅（へきなんえき）
- 碧南市駅（へきなんしえき）
- 碧南中央駅（へきなんちゅうおうえき）
- 平群駅（へぐりえき）
- 戸坂駅（へさかえき）
- 戸田駅 (山口県)（へたえき・西日本旅客鉄道山陽本線）
- 別院前停留場（べついんまえていりゅうじょう）
- 別所温泉駅（べっしょおんせんえき）
- 別当賀駅（べっとがえき）
- 別府駅 (大分県)（べっぷえき・九州旅客鉄道日豊本線）
- 別府大学駅（べっぷだいがくえき）
- 別保駅（べっぽえき）
- 艫作駅（へなしえき）
- 蛇田駅（へびたえき）
- 別府駅 (兵庫県)（べふえき・山陽電気鉄道本線）
- 別府駅 (福岡県)（べふえき・福岡市地下鉄七隈線）
- 逸見駅（へみえき）
- ベル前駅（ベルまええき）
- 弁天島駅（べんてんじまえき）
- 弁天町駅（べんてんちょうえき）
- 弁天橋駅（べんてんばしえき）

## ほ
- 宝永町停留場（ほうえいちょうていりゅうじょう）
- 貿易センター駅（ぼうえきセンターえき）
- 法界院駅（ほうかいいんえき）
- 宝木駅（ほうぎえき）
- 伯耆大山駅（ほうきだいせんえき）
- 伯耆溝口駅（ほうきみぞぐちえき）
- 方谷駅（ほうこくえき）
- 宝山寺駅（ほうざんじえき）
- 宝積寺駅（ほうしゃくじえき）
- 宝珠山駅（ほうしゅやまえき）
- 坊城駅（ぼうじょうえき）
- 北条町駅（ほうじょうまちえき）
- 豊水すすきの駅（ほうすいすすきのえき）
- 法善寺駅（ほうぜんじえき）
- 祝園駅（ほうそのえき）
- 宝達駅（ほうだつえき）
- 宝殿駅（ほうでんえき）
- 方南町駅（ほうなんちょうえき）
- 防府駅（ほうふえき）
- 保谷駅（ほうやえき）
- 蓬萊駅（ほうらいえき）
- ほうらい丘駅（ほうらいおかえき）
- 宝来町停留場（ほうらいちょうていりゅうじょう）
- 法隆寺駅（ほうりゅうじえき）
- ポートターミナル駅
- ポートタウン西駅（ポートタウンにしえき）
- ポートタウン東駅（ポートタウンひがしえき）
- 北勢中央公園口駅（ほくせいちゅうおうこうえんぐちえき）
- 北鉄金沢駅（ほくてつかなざわえき）
- 北濃駅（ほくのうえき）
- ほくほく大島駅（ほくほくおおしまえき）
- 母恋駅（ぼこいえき）
- 糒駅（ほしいえき）
- 星置駅（ほしおきえき）
- 星ヶ丘駅 (愛知県)（ほしがおかえき・名古屋市営地下鉄東山線）
- 星ヶ丘駅 (大阪府)（ほしがおかえき・京阪交野線）
- 星川駅 (神奈川県)（ほしかわえき・相鉄本線）
- 星川駅 (三重県)（ほしかわえき・三岐鉄道北勢線）
- 星田駅（ほしだえき）
- ほしみ駅
- 布施屋駅（ほしやえき）
- 上枝駅（ほずええき）
- 細井川停留場（ほそいがわていりゅうじょう）
- 細岡駅（ほそおかえき）
- 細野駅（ほそのえき）
- 細畑駅（ほそばたえき）
- 細谷駅 (群馬県)（ほそやえき・東武伊勢崎線）
- 細谷駅 (静岡県)（ほそやえき・天竜浜名湖鉄道天竜浜名湖線）
- 細呂木駅（ほそろぎえき）
- 保田駅 (千葉県)（ほたえき・東日本旅客鉄道内房線）
- 保田駅 (福井県)（ほたえき・えちぜん鉄道勝山永平寺線）
- 穂高駅（ほたかえき）
- 蛍池駅（ほたるがいけえき）
- 螢田駅（ほたるだえき）
- 蛍茶屋停留場（ほたるぢゃやていりゅうじょう）
- 蛍橋停留場（ほたるばしていりゅうじょう）
- 北海道医療大学駅（ほっかいどういりょうだいがくえき）
- 保津峡駅（ほづきょうえき）
- 法華口駅（ほっけぐちえき）
- 発坂駅（ほっさかえき）
- ほっとゆだ駅
- 穂積駅（ほづみえき）
- 布袋駅（ほていえき）
- 保土ケ谷駅（ほどがやえき）
- 程久保駅（ほどくぼえき）
- 保内駅（ほないえき）
- 保原駅（ほばらえき）
- 保々駅（ほぼえき）
- 保見駅（ほみえき）
- 堀内公園駅（ほりうちこうえんえき）
- 堀江駅（ほりええき）
- 堀川駅（ほりかわえき）
- 堀川小泉停留場（ほりかわこいずみていりゅうじょう）
- 堀川町停留場（ほりかわちょうていりゅうじょう）
- 堀切駅（ほりきりえき）
- 堀切菖蒲園駅（ほりきりしょうぶえんえき）
- 堀米駅（ほりごめえき）
- 堀田駅 (名鉄)（ほりたえき・名鉄名古屋本線）
- 堀田駅 (名古屋市営地下鉄)（ほりたえき・名古屋市営地下鉄名城線）
- 堀詰停留場（ほりづめていりゅうじょう）
- 堀内駅（ほりないえき）
- 堀ノ内駅（ほりのうちえき）
- 甫嶺駅（ほれいえき）
- 幌延駅（ほろのべえき）
- 幌平橋駅（ほろひらばしえき）
- 幌別駅（ほろべつえき）
- 幌向駅（ほろむいえき）
- 本厚木駅（ほんあつぎえき）
- 本諫早駅（ほんいさはやえき）
- 本川越駅（ほんかわごええき）
- 本川内駅（ほんかわちえき）
- 本川町停留場（ほんかわちょうていりゅうじょう）
- 本宮駅 (富山県)（ほんぐうえき・富山地方鉄道立山線）
- 本鵠沼駅（ほんくげぬまえき）
- 本黒田駅（ほんくろだえき）
- 本郷駅 (長野県)（ほんごうえき・長野電鉄長野線）
- 本郷駅 (愛知県)（ほんごうえき・名古屋市営地下鉄東山線）
- 本郷駅 (広島県)（ほんごうえき・西日本旅客鉄道山陽本線）
- 本郷駅 (福岡県)（ほんごうえき・西鉄甘木線）
- 本郷三丁目駅（ほんごうさんちょうめえき）
- 本郷台駅（ほんごうだいえき）
- 本駒込駅（ほんこまごめえき）
- 本塩釜駅（ほんしおがまえき）
- 本所吾妻橋駅（ほんじょあづまばしえき）
- 本荘駅（ほんじょうえき・えちぜん鉄道三国芦原線）
- 本城駅（ほんじょうえき・九州旅客鉄道筑豊本線）
- 本庄駅（ほんじょうえき・東日本旅客鉄道高崎線）
- 本庄早稲田駅（ほんじょうわせだえき）
- 本陣駅（ほんじんえき）
- 誉田駅（ほんだえき）
- 本竜野駅（ほんたつのえき）
- 本千葉駅（ほんちばえき）
- 本津幡駅（ほんつばたえき）
- 本通駅（ほんどおりえき）
- 本名駅（ほんなえき）
- 本長篠駅（ほんながしのえき）
- 本中野駅（ほんなかのえき）
- 本納駅（ほんのうえき）
- 本八戸駅（ほんはちのへえき）
- 本俣賀駅（ほんまたがえき）
- 本町駅（ほんまちえき）
- 本町一丁目停留場（ほんまちいっちょうめていりゅうじょう）
- 本町五丁目停留場（ほんまちごちょうめていりゅうじょう）
- 本町三丁目停留場（ほんまちさんちょうめていりゅうじょう）
- 本町四丁目停留場（ほんまちよんちょうめていりゅうじょう）
- 本町六丁目停留場（ほんまちろくちょうめていりゅうじょう）
- 本妙寺入口停留場（ほんみょうじいりぐちていりゅうじょう）
- 本牟田部駅（ほんむたべえき）
- 本牧埠頭駅（ほんもくふとうえき）
- 本由良駅（ほんゆらえき）
- 本吉原駅（ほんよしわらえき）